# Alfred Au
Alfred Au (* 15. Dezember 1898 in Mannheim; † 27. Oktober 1986 ebenda) war ein deutscher Fußballspieler.

## Karriere

### Vereine
Au gehörte von 1917 bis 1930 dem VfR Mannheim an, für den er an der Seite des späteren Reichstrainers Otto Nerz und drei Jahre später auf dessen Position als linker Außenläufer zum Einsatz kam.
Ab der Saison 1919/20 spielte er im Süddeutschen Fußball-Verband in der Kreisliga Odenwald, ab der Saison 1923/24 in der Bezirksliga Rhein, ab der Saison 1927/28 in der Bezirksliga Rhein/Saar in der jeweils regional höchsten Spielklasse.
In dieser Zeit gewann er mit der Mannschaft dreimal die Bezirksmeisterschaft Rhein und einmal die Süddeutsche Meisterschaft. Aufgrund letzteren Erfolges nahm er mit der Mannschaft an der Endrunde um die Deutsche Meisterschaft teil und bestritt als sein einziges Endrundenspiel am 3. Mai 1925 im Weidenpescher Park in Köln vor 12.000 Zuschauern das mit 1:4 bei der TuRU Düsseldorf verlorene Achtelfinalspiel. Auch das Achtelfinalspiel um den Tschammerpokal am 3. November 1935 in Mannheim gegen den VfL Benrath blieb sein einziges Spiel im erstmals ausgetragenen Wettbewerb um den nationalen Vereinspokal.
Die Saison 1933/34 spielte er für den SV Waldhof Mannheim in der Gauliga Baden, in einer von zunächst 16, später auf 23 aufgestockten Gauligen zur Zeit des Nationalsozialismus als einheitliche höchste Spielklasse im Deutschen Reich; am Saisonende gewann er mit der Mannschaft die Gaumeisterschaft.
Von 1935 bis 1937 spielte er in dieser Spielklasse nochmals für den VfR Mannheim, bevor er seine Fußballerkarriere beendete.

### Auswahl-/Nationalmannschaft
Mit Berufungen in die Stadtauswahl Mannheims und in die Auswahlmannschaft des Odenwaldkreises empfahl sich Alfred Au für die Auswahlmannschaft des Süddeutschen Fußball-Verbandes. Für diese bestritt er erstmals am 10. April 1921 im Wettbewerb um den Bundespokal das Spiel gegen die Auswahlmannschaft des Norddeutschen Fußball-Verbandes. Der athletische und großgewachsene Spieler erreichte mit der Auswahlmannschaft dreimal das Halbfinale im Bundespokal-Wettbewerb. Zunächst am 13. November 1921 in Fürth gegen die Auswahlmannschaft des Verbandes Brandenburgischer Ballspielvereine, wo er gemeinsam mit Hans Kalb und Carl Riegel vom 1. FC Nürnberg beim 3:0-Erfolg die Läuferreihe bildete.
Das zweite Halbfinale bestritt er am 12. November 1922 in Chemnitz beim 4:1-Sieg gegen die Auswahlmannschaft des Baltischen Rasen- und Wintersport-Verbandes. In den beiden siegreichen Finalspielen der Jahre 1922 und 1923 kam er für den Süddeutschen Fußball-Verband jedoch nicht zum Einsatz. Nach dem dritten Halbfinalerfolg am 9. November 1924 in Mannheim gegen die Auswahlmannschaft des Verbandes Brandenburgischer Ballspielvereine stand er auch am 22. Februar 1925 in Hamburg im Finale gegen die Auswahlmannschaft des Norddeutschen Fußball-Verbandes; der Vergleich ging allerdings mit 1:2 verloren.
Sein einziges Länderspiel für die A-Nationalmannschaft bestritt er am 18. September 1921 in Helsinki beim 3:3-Unentschieden gegen die Nationalmannschaft Finnlands. Gemeinsam mit Karl Tewes und Walter Krause bildete er die Läuferreihe; der Halbrechte Sepp Herberger und der als Mittelstürmer eingesetzte Hans Kalb erzielten die deutschen Tore.

## Erfolge
- Gaumeister Baden 1934
- Süddeutscher Meister 1925
- Bezirksmeister Rhein 1922, 1925, 1926

## Sonstiges
Alfred Au war in der Kurpfälzer Region über Jahrzehnte als Architekt tätig. Vor der Saison 1948/49 hatte er die Leitung einer Platzkommission inne, die in einer sechsmonatigen Bauzeit den zerstörten Platz an den Brauereien wieder für den VfR Mannheim zur Verfügung stellen konnte.